# Falsicingulidae
Falsicingulidae là một họ ốc biển rất nhỏ, là động vật thân mềm chân bụng sống ở biển trong nhánh Littorinimorpha.

## Chi
Genera thuộc họ Falsicingulidae include:
- Falsicingula, the chi điển hình